# دیگو گلومبک
دیگو گلومبک (انگلیسی: Diego Golombek؛ زادهٔ ۲۲ نوامبر ۱۹۶۴) دانشمند در زمینه کرونوبیولوژی اهل شیلی و از دریافت‌کنندگان جایزه کالینگا و دانش‌آموختگان دانشگاه بوئنوس آیرس است.